# Science
Science (по-русски Сайенс, в переводе с англ. — «Наука») — журнал Американской ассоциации содействия развитию науки (англ. The American Association for the Advancement of Science — AAAS). Считается (наряду с журналом Nature) одним из самых авторитетных научных журналов. Журнал рецензируемый, выходит еженедельно, и имеет примерно 130 000 подписчиков бумажного издания. Так как подписка организаций и доступ через интернет образуют гораздо бо́льшую аудиторию, число его читателей оценивается в один миллион человек.
Выходит на английском языке. Базируется в Вашингтоне (округ Колумбия, США) и Кембридже (Англия).

## История
Science был основан в 1880 году нью-йоркским журналистом Джоном Майклзом (John Michaels) при финансовой поддержке Томаса Эдисона и, позже, Александра Белла. Однако журналу не удалось собрать достаточное количество подписчиков, и поэтому он перестал издаваться в марте 1882 года. Энтомолог Сэмюэль Хаббард Скаддер (Samuel Hubbard Scudder) восстановил журнал через один год. В 1894 году Science снова настигли финансовые трудности, и он был продан психологу Джеймсу Маккину Кеттеллу (James McKeen Cattell) за 500 долларов.
В соответствии с соглашением, заключенным Кеттеллом и администрацией AAAS, Science в 1900 году стал журналом Американской ассоциации содействия развитию науки. В первой четверти XX века в Science были опубликованы многие важные научные работы — такие, как статьи по генетике плодовых мушек (Томас Морган), гравитационному линзированию (Альберт Эйнштейн) и спиральным галактикам (Эдвин Хаббл). После смерти Кеттелла в 1944 году журнал полностью перешёл к AAAS.
После смерти Кеттелла у журнала двенадцать лет не было редактора, пока в 1956 году им не стал Грейам Душейн (Graham DuShane). Физик Филипп Абельсон (Philip Hauge Abelson), один из первооткрывателей нептуния, был редактором журнала с 1962 года по 1984 год. За время его управления эффективность рецензирования была улучшена, что привело к ускорению публикации новых материалов. За эти годы были опубликованы, в частности, статьи о программе «Аполлон» и одно из первых сообщений о СПИДе.
Биохимик Дэниел Кошланд (Daniel Koshland) работал редактором с 1985 года по 1995 год. С 1995 года по 2000 год эту должность занимал нейробиолог Флойд Блум (Floyd Bloom).
В 2000 году редактором Science стал биолог Дональд Кеннеди (Donald Kennedy). В марте 2008 года его место занял биохимик Брюс Альбертс (Bruce Alberts). В июне 2013 редактором стала Марша Макнатт (Marcia McNutt). 1 июля 2016 её место занял Jeremy M. Berg.
В 2009 году вошёл в список 100 самых влиятельных журналов по биологии и медицине за последние 100 лет под № 3, а в разделе «Молекулярная и клеточная биология, биотехнология и междисциплинарные журналы» — под № 1.
Фидель Кастро в том же году называл его самым престижным в мире научным журналом.

## Доступ
Полнотекстовые версии статей доступны онлайн для членов AAAS через главный сайт журнала. Члены AAAS имеют полный доступ к архиву журнала за все годы на сайте Science, где он называется Science Classic. Внешние подписчики могут заказать доступ к Science Classic за дополнительную плату.
Индивидуальная и коллективная подписка также дает возможность читать оригинальные статьи (это дешевле членства в AAAS). Веб-сайт Science предоставляет свободный доступ к некоторым публикациям (некоторые оригинальные исследования и редакторские колонки), а также к оглавлениям всех номеров в архиве.
Доступ ко всем статьям, которые были опубликованы не более 5 лет назад, на сайте Science свободный, если запрос выслан с IP-адреса подписчика.
Выпуски журнала старше 5 лет также доступны по подписке через JSTOR.

## Критика
Нобелевский лауреат по медицине 2013 года Рэнди Шекман при вручении ему премии заявил, что ведущие научные журналы, среди которых и Science, мешают научному процессу, так как желание увидеть свою публикацию в ведущих журналах побуждает учёных «среза́ть углы» и заниматься тем, что считается модным, а не тем, что важнее для науки. Кроме того, по мнению Шекмана, проблема в том, что редакторы этих журналов являются не учёными, а издателями, и их интересуют прежде всего шумиха, сенсация и фурор. Он пообещал больше не отправлять свои статьи в журналы Nature, Cell и Science.
В 2018 году группа исследователей из США, Швеции, Новой Зеландии, Сингапура, Германии, Нидерландов и Китая под руководством психолога Б. Нозека повторила эксперименты по общественным наукам, результаты которых были опубликованы в журналах Science и Nature в 2010—2015 годах, и выяснила, что из 21 эксперимента только 13 (62 %) прошли проверку на воспроизводимость.